# Żaby brunatne

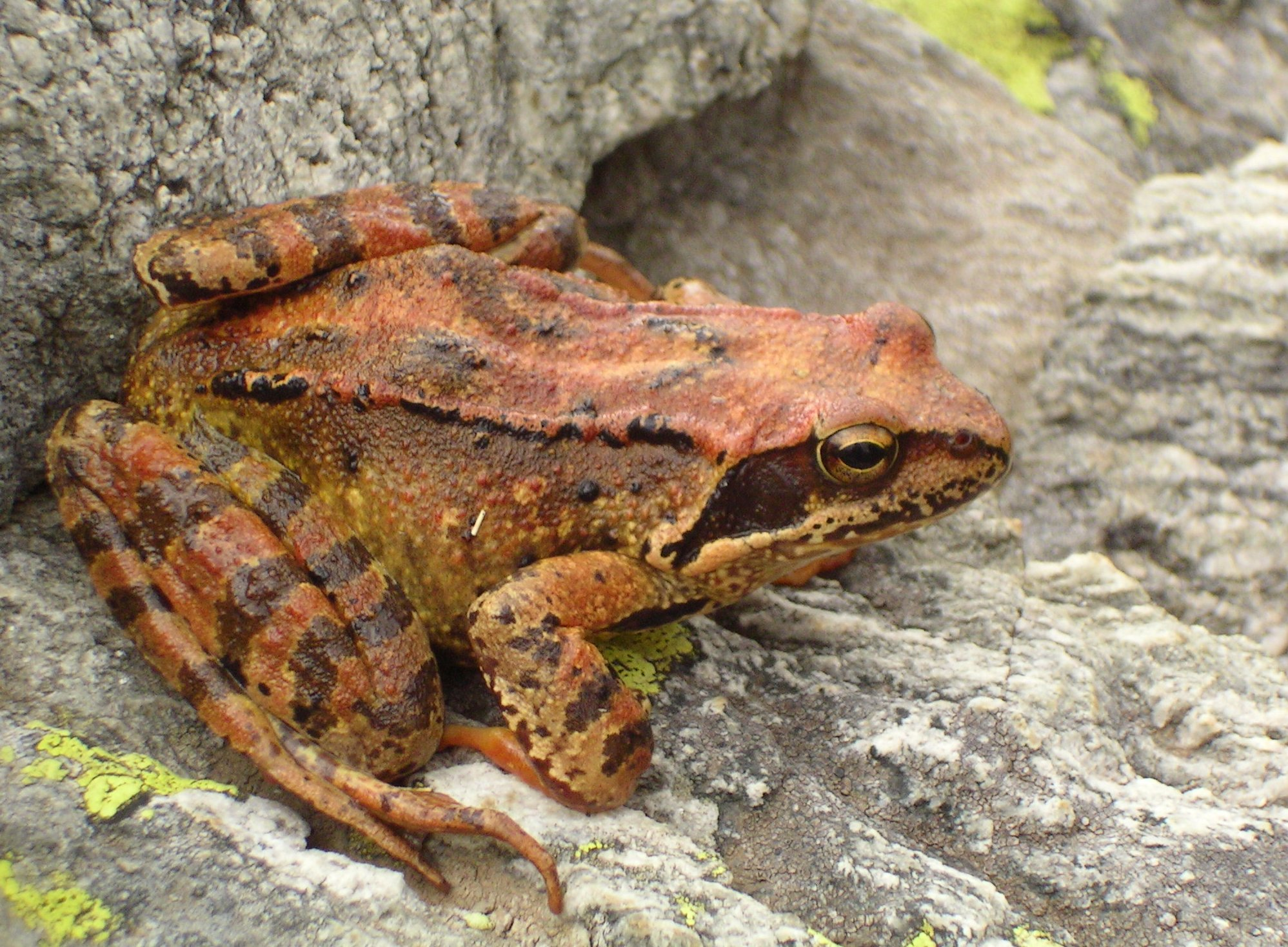
Żaba trawna

Żaby brunatne – sztuczna grupa systematyczna (nie jest to takson w ścisłym tego słowa znaczeniu) powstała z przyczyn praktycznych jako przeciwstawna dla grupy żab zielonych.
Żaby zielone odróżnia się od żab brunatnych po następujących cechach:
| Żaby zielone                                             | porównywany element                                                                                  | Żaby brunatne                                                  |
| -------------------------------------------------------- | --- | -------------------------------------------------------------- |
| brak                                                     | plamy skroniowe (ciemna plama z boku głowy, za okiem) (m. temporales) i plamy kontowe (m. angularis) | obecne                                                         |
| obecna                                                   | zieleń w ubarwieniu strony grzbietowej                                                               | brak                                                           |
| obecna                                                   | linia kręgowa (linea vertebralis)                                                                    | brak                                                           |
| sięga do czubków palców                                  | błona pławna tylnych stóp                                                                            | nigdy nie sięgają końca palców                                 |
| postacie dorosłe silne związanie ze środowiskiem wodnym. | środowisko                                                                                           | związanie ze środowiskiem lądowym w większości cyklu życiowego |
| po dłuższym okresie żerowania od opuszczenia zimowiska   | okres godowy                                                                                         | nie poprzedzony okresem żerowania                              |
| - żaba śmieszka - żaba jeziorkowa - żaba wodna           | gatunki występujące w Polsce                                                                         | - żaba trawna - żaba moczarowa - żaba dalmatyńska              |

Żaby brunatne ze względu na swą liczebność zjadają olbrzymie ilości bezkręgowców, w tym owadów uważanych przez człowieka za szkodniki. Same też służą za pokarm innym zwierzętom.